# Chelonus ceanothi
Chelonus ceanothi är en stekelart som beskrevs av Mccomb 1968. Chelonus ceanothi ingår i släktet Chelonus och familjen bracksteklar. Inga underarter finns listade i Catalogue of Life.